# Chaim Weizmann
Chaim Weizmann (חיים ויצמן), född 27 november 1874 i Motal, nära Pinsk i guvernementet Grodno, Ryska Imperiet (nuvarande Belarus), död 9 november 1952 i Jerusalem, var en brittisk-israelisk kemist och staten Israels första president 1949‑1952.

## Biografi
Chaim Weizmann studerade kemi vid universitetet i Freiburg, Schweiz, där han doktorerade 1901. Sedan fick han tjänst vid universitetet i Genève 1901-1903, och därefter vid universitetet i Manchester. 1910 blev han brittisk medborgare och deltog i första världskriget som chef för brittiska militärens laboratorium 1916-19, och blev känd genom att han upptäckte att bakteriell fermentation kan användas för att producera stora kvantiteter substans, och han anses därför vara fadern till industriell fermentation. För detta ändamål använde han bakterien Clostridium acetobutylicum (Weizmanns organism) för att skapa aceton. Acetonet användes av krigsmakten för TNT (trotyl/trinitrotoluen) som var ett viktigt stridsmedel för de allierade.
1917 arbetade Weizmann med Lord Balfour i upprättandet av Balfourdeklarationen. Weizmann betraktades som centrist, och tog parti varken för socialisterna eller de konservativa. 3 januari 1919 skrev han och kung Faisal I av Irak på ett fördrag mellan araber och hebréer. Därefter var han en självklar ledare för den sionistiska rörelsen, och utsågs till president av World Zionist Organization två gånger, 1920-31 och 1935-46. 1921 startade han och Albert Einstein en insamling av pengar för att kunna grunda det första hebreiska universitetet i Jerusalem.
Under andra världskriget var Weizmann hedersrådgivare åt brittiska regeringen och forskade på syntetiskt gummi och högoktanig bensin. Han träffade Harry S. Truman och verkade aktivt för staten Israels bildande 1948. 16 maj 1948 blev han vald till dess första president och tillträdde ämbetet 1949. I sin hemstad Rehovoth grundade han ett forskningsinstitut, numera känt som Weizmann Institute of Science. Hans brorson Ezer Weizman blev senare president i Israel.